# Pacem in terris

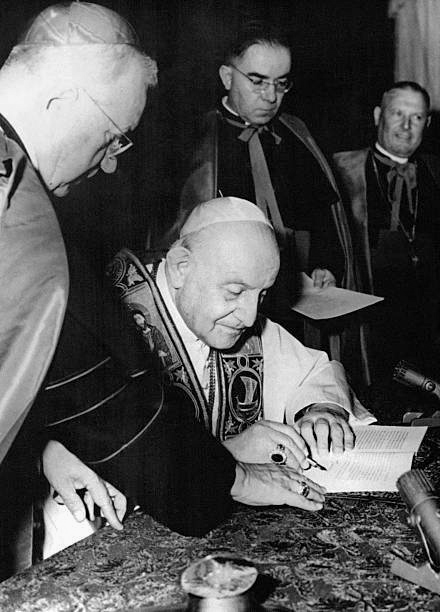
Giovanni XXIII firma l'enciclica Pacem in terris.

La Pacem in terris è l'ultima enciclica pubblicata da papa Giovanni XXIII l'11 aprile 1963, quando il Pontefice era già gravemente segnato dai sintomi della malattia - un cancro allo stomaco - che, in meno di due mesi, l'avrebbe portato alla morte.
È una delle encicliche più famose, conosciute e dibattute di papa Giovanni XXIII. Essa costituisce un inequivocabile mezzo di rinnovamento e cambiamento politico, cui il Pontefice aveva voluto dare inizio con la convocazione del Concilio Vaticano II, l'11 ottobre 1962.

## Contenuto
Il testo dell'enciclica fu redatto dal professore e poi rettore della Pontificia Università Lateranense Pietro Pavan, già collaboratore nella redazione dell'enciclica Mater et magistra del 15 maggio 1961. Il lavoro di Pavan fu affiancato dal contributo del Segretario particolare del Papa, Loris Francesco Capovilla. 
Nell'enciclica, il Pontefice si rivolge a «tutti gli uomini di buona volontà», credenti e non credenti, perché la Chiesa deve guardare ad un mondo senza confini e senza "blocchi", e non appartiene né all'Occidente né all'Oriente. «Cerchino, tutte le nazioni, tutte le comunità politiche, il dialogo, il negoziato». Bisogna ricercare ciò che unisce, tralasciando ciò che divide. La Pacem in terris non è un «messaggio utopistico, culturalmente neutro», è un messaggio di speranza per combattere la paura dell'avvenire ed è un inestimabile patrimonio etico - culturale, che permette di guardare con occhi rinnovati alla Chiesa e alla sua missione pastorale e di scorgere «l'evoluzione verso una nuova, migliore umanità». 

### Contenuti
Gli argomenti, trattati in maniera precisa e schematica, sono suddivisi in sei parti:
- Introduzione
- I - L'ordine tra gli esseri umani
- II - Rapporti tra gli esseri umani e i poteri pubblici all'interno delle singole comunità politiche
- III - Rapporti tra le comunità politiche
- IV - Rapporti degli esseri umani e delle comunità politiche con la comunità mondiale
- V - Richiami pastorali

## Stesura e pubblicazione
Il 25 ottobre 1962, papa Giovanni XXIII, in un messaggio radiofonico, si rivolge pubblicamente agli uomini di buona volontà, chiedendo «pace, pace, pace». Pochi giorni dopo, il 31 ottobre, in seguito all'Udienza generale, il Pontefice annota sul proprio diario personale i punti discussi, tra cui compare quello fondamentale della pace. Partendo da questo spunto, monsignor Pietro Pavan scrive una lettera, indirizzata a papa Roncalli, ma consegnata al Segretario particolare Capovilla, nella quale sottolinea la necessità della Chiesa di indicare ai fedeli una linea d'azione per la pacificazione internazionale; egli suggerisce la pubblicazione di un documento sotto forma di enciclica, così da poterlo ricollegare alle encicliche emanate sul medesimo argomento dai suoi predecessori, a partire da Leone XIII. La particolare richiesta avanzata, di celare il contenuto della lettera alla Segreteria di Stato e al Sant'Uffizio, è un indicatore delle opposizioni e critiche che la Pacem in terris avrebbe sollevato in seguito alla sua pubblicazione. 
La reazione di Capovilla e del Sostituto monsignor Dell'Acqua è positiva e Pavan, in solitaria, inizia a scrivere, con scadenza fissata per la Santissima Pasqua del 1963, a causa delle gravissime condizioni di salute di papa Roncalli. La bozza di 110 fogli, presentata il 7 gennaio, riceve piena soddisfazione e l'8 gennaio ha inizio la fase operativa; questa si conclude il 24 dello stesso mese, con la prima stesura della Pax in Terra, titolo tratto dal Vangelo secondo Luca. L'enciclica è in seguito configurata in forma "giovannea" da Capovilla. 

### Revisioni
La prima versione dell'enciclica, datata 24 gennaio, è sottoposta alla revisione di Luigi Ciappi, Maestro del sacro palazzo apostolico, le cui varie rettifiche non trovano però spazio nella stesura finale. Una seconda versione, tradotta in latino da Guglielmo Zannoni, è presentata al pontefice il 17 marzo e, ottenuta la sua approvazione, è affidata a Georges Jarlot, teologo della Pontificia Università Gregoriana. Egli giudica le affermazioni sulla pace «le più coraggiose dell'enciclica, molto attese e dottrinalmente inattaccabili», ma propone alcune riformulazioni, che anche in questo caso vengono per lo più ignorate, nonostante le forti pressioni esercitate sul Pontefice da parte degli ambienti ecclesiastici. 
Sulla base delle opinioni ricevute, Pavan stesso redige delle Osservazioni generali e successivamente vengono stilate delle brevi cartelle di Osservazioni generali, Osservazioni particolari ed Errori di traduzione, nelle quali sono raccolte tutte le obiezioni presentate da Ciappi e Jarlot. In seguito, prende forma un documento, denominato Suggerimenti, nel quale vengono avanzate proposte di correzione e modifica del wording. 

### Criticità della traduzione
La traduzione dall'italiano, lingua in cui è originariamente redatta l'enciclica, al latino, è effettuata da Guglielmo Zannoni, in seguito all'approvazione della versione datata 17 marzo 1963. Da questa operazione, emerge però una criticità controversa: vi è infatti una discrasia tra un passo della versione italiana, che parla di "quasi impossibilità di utilizzo della guerra", e quella latina, che definisce folle (alienum a rationem) l'idea che la guerra possa essere uno strumento adatto a restaurare i diritti violati. In realtà, la formulazione della versione in lingua italiana non è una mitigazione del messaggio pontificio, essa infatti sancisce fermamente l'impossibilità dell'esistenza della "guerra giusta", a differenza della versione latina, che lascia irrisolta la questione della legittimità della guerra difensiva.
Dinanzi alle telecamere della televisione italiana, la Pacem in terris viene pubblicata l'11 aprile 1963, di Giovedì Santo, con qualche giorno di ritardo rispetto al previsto, regalando a papa Roncalli l'appellativo "Il Papa della pace".

## Originalità
La Pacem in terris costituisce una svolta estremamente forte in un mondo dominato dalla Guerra fredda e diviso tra capitalismo e socialismo; Giovanni XXIII leva, dunque, la sua voce per richiamare il fondamentale valore della pace. 

### Accoglienza e rifiuto
L'enciclica pone il Pontefice sotto i riflettori internazionali e sotto gli attacchi più intransigenti; la sua risonanza è globale e intercetta un’esigenza mondiale, ma entusiasmi e ammirazione si accompagnano a forti critiche. La Pacem in terris viene criticata soprattutto dagli ambienti più conservatori, che la considerano troppo vicina ai valori del comunismo, tanto da ribattezzarla "Falcem in terris", con chiaro riferimento a falce e martello, simbolo dei movimenti marxisti. Essi, inoltre, la ritengono responsabile dell'avanzata elettorale del PCI alle elezioni politiche del 1963; in realtà, come dichiarato da Fanfani, lo spostamento dei voti versi il PCI è irrisorio. La voce degli oppositori più conservatori, è sovrastata dall’accoglienza positiva del segretario generale dell’ONU, U-Thant, dell’ambasciatore americano Reinhardt, del presidente degli Stati Uniti d’America, John Fitzgerald Kennedy e dal Cremlino, che fa pubblicare una traduzione dell’enciclica in russo.

### Reazioni in ambiente cattolico gesuita
Terreno privilegiato per gli “scontri” tra sostenitori e oppositori della Pacem in terris, sono le riviste, sia italiane, che internazionali. I pareri sono estremamente variegati e la stampa italiana, in particolare cattolica, si occupa diffusamente del documento. Particolarmente interessanti sono le reazioni di due riviste consorelle gesuite: la tradizionalista “Civiltà Cattolica” e la più tollerante “Aggiornamenti Sociali”. La romana “Civiltà Cattolica” tratta dell’enciclica in quattro fascicoli, il n. 8 del 20 aprile, i numeri 9 e 10 del 4 e 18 maggio e il n. 12 del 15 giugno; la milanese “Aggiornamenti Sociali” le dedica invece un unico numero, il quinto del maggio 1963. I loro toni sono positivi e accomodanti, vi è però una sottile, ma sostanziale differenza. Mentre l’atteggiamento della rivista milanese è totalmente favorevole, progressista e propenso ad accettare ed elogiare il testo dell’enciclica senza particolari preoccupazioni, quello di “Civiltà Cattolica” è preoccupato e volto alla difesa delle posizioni del pontefice, accusate di abbandono dei principali fondamenti cattolici. La rivista romana, però, così come “Aggiornamenti Sociali”, non può che dimostrarsi favorevole all’iniziativa di papa Giovanni XXIII. La graduale accettazione e distensione della Chiesa nei confronti della modernità e di tutto ciò che ne fa parte, volta alla costruzione della pace e dell’ordine mondiale, è ormai inevitabile.